# La circassiana al bany
La circassiana al bany, també coneguda com Una banyista, era una pintura a l'oli neoclàssica de gran format del 1814, obra de Merry-Joseph Blondel. El llenç mostrava una jove circassiana de grandària natural prenent un bany en un entorn inspirat en l'antiguitat clàssica. La pintura es va perdre en l'enfonsament del Titànic, el 1912. Quan es van presentar les indemnitzacions corresponents al gener del 1913, l'obra va adquirir notorietat per ser el bé de major reclamació econòmica contra la White Star Line.

## Història
La pintura es va mostrar per primera vegada al Saló de París del Museu del Louvre, al novembre del 1814. La reacció inicial cap a l'obra fou discreta, amb algunes crítiques favorables quant a la competència de l'artista i a l'atenció als detalls. A part d'alguns dubtes de caràcter tècnic quant al gir de la part superior del cos i l'absència de «gràcia» en la figura de la dona, la principal crítica fou que, malgrat el gran format del quadre, l'obra no resultava tan emocionant com altres obres anteriors de Blondel. Al 1823, però, els crítics començaren a mostrar més interés pel quadre, sembla que per la favorable acceptació popular de les reproduccions impreses de l'obra i l'increment de l'estatus de la carrera de Blondel.

## RMS Titanic
Al gener del 1913, Mauritz Håkan Björnström-Steffansson, supervivent de l'enfonsament del Titanic, presentà una reclamació a Nova York contra la White Star Line per la indemnització de la pèrdua de la pintura. La suma de la reclamació ascendia a 100.000 dòlars, la peça més valorada de l'equipatge perdut per la catàstrofe. Björnström-Steffansson mai va rebre la indemnització sol·licitada; tots els casos contra la White Star Line s'aplegaren en una suma equivalent a 644.000 dòlars.

## Dimensions
La reclamació de Steffansson descrivia l'obra com de «8 x 4 peus», tot i no especificar si es tractava de la grandària del llenç o d'aquest més el marc. Aquest format no es correspon pas amb la grandària estàndard francesa de pintures a l'oli de retrats de cos sencer normalment emprats en el segle xix, ni coincideix tampoc amb el format de cap altre retrat de cos sencer conegut de Blondel. La longitud dels retrats de cos sencer a grandària natural fets per Blondel de domini públic es correspon amb l'estàndard francés F120, amb unes dimensions de 195 cm x 130 cm, i amb un marge de diferència de 10 cm.